# TC Energy

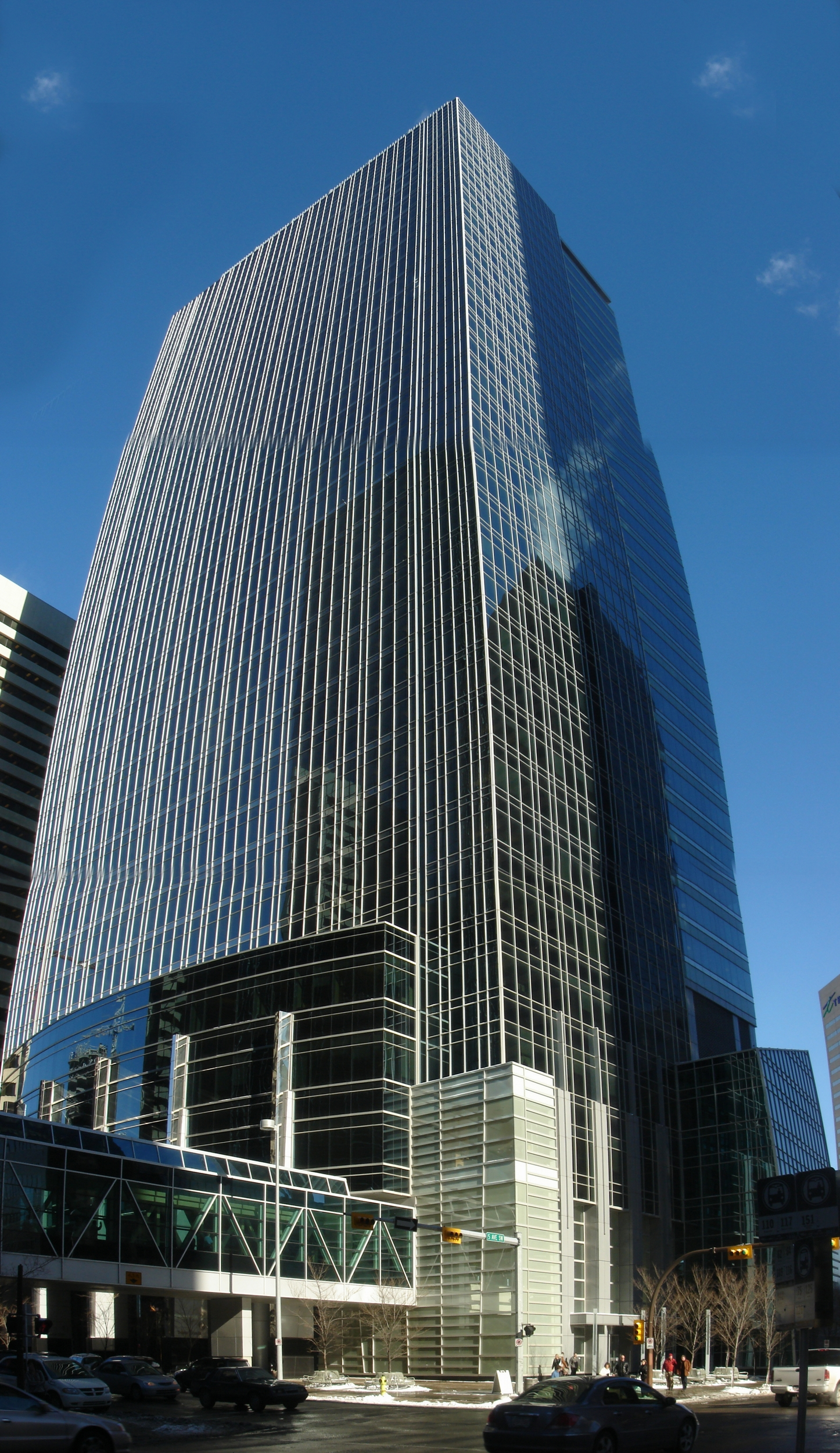
Firmenzentrale in Calgary, Kanada

TC Energy (ehemals TransCanada) ist ein kanadisches Unternehmen mit Firmensitz in Calgary. Das Unternehmen betreibt in Nordamerika Pipelines zur Erdgas- und Erdölversorgung, Kraftwerke, Windkraftanlagen sowie Energiespeicher.
Das Unternehmen ist im Aktienindex S&P/TSX 60 und NYSE gelistet als „TRP“.

## Geschichte
Obwohl eine transkanadische Erdgaspipeline bereits 1931 vorgeschlagen worden war, dauerte es bis in die 1950er Jahre, bis das Projekt realisiert werden konnte. Dazu wurde TC Energy, damals noch als TransCanadaPipeLines Limited, 1951 mit dem Auftrag die TransCanada-Pipeline (die heutige Canadian Mainline) zu entwickeln gegründet, mit der Erdgas aus dem Westen Kanadas zu den Märkten im Osten transportiert werden sollte.
Am 1. Dezember 1957 wurde das Segment Toronto-Montreal fertiggestellt, im Oktober 1958, wie ursprünglich geplant, das gesamte Projekt. Mit 3541 km (2200 Meilen) war die Pipeline zum damaligen Zeitpunkt die längste Pipeline der Welt. Mit der Fertigstellung der Pipeline begann der kontinuierliche Ausbau dieser auf ihre heutige Länge.
In den 1960er Jahren etablierte die Firma mit der Errichtung von Gasextraktionswerken in Empress, Alberta ein weiteres Standbein. 1967 wurde die Genehmigung erteilt die Pipeline entlang der Großen Seen bis in die Vereinigten Staaten zu erweitern. Diese Erweiterung wurde bereits im Jahr 1967 abgeschlossen.
Die Erschließung der gewaltigen Gasvorkommen im Norden und Westens Kanada standen in den 1970er Jahren auf der Agenda. Mit der steigenden Bedeutung von Gas als Kanadas wichtigster Energiequelle fokussierte man sich ab Mitte der 1980er Jahre auf Expansion, welcher man den Vorzug vor weiterer Diversifikation gab.
Regulatorische Entscheidung ab den 1990er Jahren verhalfen TransCanada auf lange Sicht beim weiteren Aufstieg. So wurde es zum Beispiel möglich, Gas aus dem Westen Kanadas direkt in den Nordosten der Vereinigten Staaten zu liefern oder Great Lakes Pipeline zu erweitern. Damit stieß man direkt in den kompetitiven Markt der USA. Trotz einer Rezession Anfang der 1990er gelang es TransCanada in dieser Zeit, jährliche Wachstumsraten zwischen 10 und 15 % zu erreichen.
Am 3. Mai 2019 firmierte sich das Unternehmen in TC Energy um, da der neue Name den Umfang der Aktivitäten besser widerspiegeln und die Position als führendes nordamerikanisches Energieinfrastrukturunternehmen stärken soll.
Im Juli 2023 gab das Unternehmen bekannt, sich durch ein Spin-off der Sparte „Liquids Pipelines“ aufspalten zu wollen. Die Abspaltung des Geschäfts mit Rohöl-Pipelines als South Bow Corporation wurde am 1. Oktober 2024 abgeschlossen.

## Kraftwerke
TC Energy betreibt 7 Kraftwerke mit einer kombinierten Leistung von ca. 4200 MW
| Name                          | Typ                 | Leistung [MW] | Standort                  |
| ----------------------------- | ------------------- | ------------- | ------------------------- |
| Bear Creek Cogeneration Plant | Kraft-Wärmekopplung | 100           | Grande Prairie, Alberta   |
| Bécancour Cogeneration Plant  | Kraft-Wärmekopplung | 550           | Bécancour, Quebec         |
| Bruce Power                   | Kernenergie         | 6550          | Tiverton, Ontario         |
| Carseland Cogeneration Plant  | Kraft-Wärmekopplung | 95            | Carseland, Alberta        |
| Grandview Cogeneration Plant  | Kraft-Wärmekopplung | 90            | Saint John, New Brunswick |
| MacKay River Plant            | Kraft-Wärmekopplung | 206           | Fort McMurray, Alberta    |
| Redwater Cogeneration Plant   | Kraft-Wärmekopplung | 46            | Redwater, Alberta         |

## Energiespeicher
| Name                              | Speicherkapazität [m3] | Speicherprodukt |
| --------------------------------- | ---------------------- | --------------- |
| ANR Storage                       | 1,61 Mrd.              | Gas             |
| Columbia Gas Transmission Storage | 17,84 Mrd              | Gas             |
| Crossfield Gas Storage            | 1,93 Mrd               | Gas             |
| Edson Gas Storage                 | 1,42 Mrd.              | Gas             |
| Hardy Gas Storage                 | 0,57 Mrd               | Gas             |

## Pipelines
Die Gaspipelineinfrastruktur hat eine Gesamtlänge von 93.300 km (57.900 mi). Durch diese Pipelines wird mehr als 25 Prozent des Erdgases geliefert, das täglich in ganz Nordamerika zum Heizen von Häusern, für die Industrie und zur Stromerzeugung verbraucht wird.
Die Ölpipelines, die eine Gesamtlänge von ca. 4.900 km (3.045 mi) haben, verbinden Albertas Ölindustrie mit den Märkten in Illinois, Oklahoma, Texas und der U.S.Golfküste.
| Name                                     | Länge     | Förderprodukt | Land        | Anmerkung                                          |
| ---------------------------------------- | --------- | ------------- | ----------- | -------------------------------------------------- |
| Grand Rapids Pipeline System             | 460 km    | Öl            | Kanada      | Wird gemeinsam mit PetroChina Canada Ltd betrieben |
| Keystone Pipeline System                 | 4.850 km  | Öl            | Kanada, USA |                                                    |
| White Spruce Pipeline                    | 72 km     | Öl            | Kanada      |                                                    |
| ANR Pipeline                             | 6587 km   | Gas           | USA         |                                                    |
| Bison Pipeline                           | 486 km    | Gas           | USA         |                                                    |
| Canadian Mainline                        | 1.4082 km | Gas           | Kanada      |                                                    |
| Columbia Gas Transmission                | 18.768 km | Gas           | USA         |                                                    |
| Columbia Gulf Transmission Pipeline      | 5.375 km  | Gas           | USA         |                                                    |
| Crossroads Pipeline                      | 365 km    | Gas           | USA         |                                                    |
| Foothills System                         | 1.237 km  | Gas           | Kanada      |                                                    |
| Gas Transmission Northwest               | 2.218 km  | Gas           | Kanada, USA |                                                    |
| Great Lakes Gas Transmission             | 3.404 km  | Gas           | Kanada, USA |                                                    |
| Guadalajara Pipeline                     |           | Gas           | Mexiko      |                                                    |
| Iroquois Gas Transmission System         | 666 km    | Gas           | Kanada      |                                                    |
| Mazatlán Project                         | 430 km    | Gas           | Mexiko      |                                                    |
| Millennium Pipeline                      | 424 km    | Gas           | USA         |                                                    |
| NGTL System                              | 24.631 km | Gas           | Kanada      |                                                    |
| North Baja Pipeline System               | 138 km    | Gas           | USA, Mexiko |                                                    |
| North Montney Mainline                   | 206 km    | Gas           | Kanada      |                                                    |
| Northern Border Pipeline                 | 2.272 km  | Gas           | Kanada, USA |                                                    |
| Portland Natural Gas Transmission System | 475 km    | Gas           | USA         |                                                    |
| Sundre Crossover Pipeline                | 21 km     | Gas           | Kanada      |                                                    |
| Sur de Texas – Tuxpan Pipeline           | 800 km    | Gas           | Mexiko      |                                                    |
| Tamazunchale Pipeline                    | 370 km    | Gas           | Mexiko      |                                                    |
| Topolobampo Pipeline                     | 560 km    | Gas           | Mexiko      |                                                    |
| Trans Québec & Maritimes Pipeline (TQM)  | 649 km    | Gas           | Kanada      |                                                    |
| Tuscarora Gas Transmission System        | 491 km    | Gas           | USA         |                                                    |

## Windkraftanlagen
| Name                 | Leistung [MW] | Standort             | Status     |
| -------------------- | ------------- | -------------------- | ---------- |
| Fluvanna Wind Farm   | 155           | Scurry County, Texas | In Betrieb |
| Blue Cloud Wind Farm | 148           | Bailey County, Texas | In Betrieb |
| Saddlebrook Solar    | 81            | Aldersyde, Alberta   | Im Bau     |